# Mechatronic
Mechatronic ist eine New-Wave-/Synthiepop- und Post-Punk-Band aus Schweden.

## Geschichte
Die Mitglieder sind Wilhelm Äretun, der für den Gesang und das Programming zuständig ist, und Emma Hortlund, die die Texte schreibt und die Synthesizer bedient.
Im Eigenvertrieb wurde Promises from the Past, das erste Album der Band, veröffentlicht, mit dem sie in Europa einen kleinen Kultstatus genießen.
Beim Broken Silence Independent Distribution Label in Deutschland wurde im März 2013 ihr Album Dreams veröffentlicht.

## Stil
Musikalisch bewegen sich Mechatronic irgendwo zwischen Future Pop, Synthie-Pop und Wave – von allem etwas, mal bunt gemischt, dann wieder Lieder, bei denen die angesprochenen Stilrichtungen im Vordergrund stehen. Den wavigen Charakter bekommen die Lieder vor allem durch den Gesang.

## Diskografie
- 2003: Promises from the Past (Album)
- 2005: Mind Control (EP)
- 2013: Dreams (Album, Space Race Records)
- 2014: Dystopia (Album, Space Race Records)
- 2018: Still Life (Album, Space Race Records)